# Либеларий (генерал)
Либеларий (Libelarius) е генерал на Византийската империя през 6 век.
През 525 г. персийският цар Кобад I предлага на император Юстин I да осинови сина му Хосров I (531-579). Тогаващният magister militum Хипаций е в римската комисия, която води преговорите. Според Прокопий Кесарийски Хипаций ги саботира съзнателно и затова е смъкнат от поста му.
През 527 г. Либеларий става magister militum per Praetorian prefecture Orientem на Изток на мястото на Флавий Хипаций. Още същата година, когато на 1 април 527 г.
Юстиниан I става новият император, Хипаций е назначен отново за magister militum.